# Friederike Meinke
Friederike Meinke (* 1993 in Halberstadt) ist eine deutsche Opern- und Operettensängerin in der Stimmlage Sopran.

## Biografie
Friederike Meinke ist die Tochter einer Opernchorsängerin und eines Posaunisten und sang seit dem Alter von fünf Jahren im Kinder- und Extrachor der heimatlichen Bühne. 2009 stellte sie am Nordharzer Städtebundtheater die Barbarina in Le nozze di Figaro dar. Nach ihrem Abitur studierte sie ab 2012 in Dresden Gesang, wechselte 2014 nach Leipzig in die Gesangsklasse von Roland Schubert und wirkte dort 2018 bei einer Hochschulproduktion als Eliza in My Fair Lady mit. 
Von 2016 bis 2023 hatte sie ein festes Engagement im Opernchor der Komischen Oper Berlin und trat dabei auch solistisch in kleinen Rollen auf. Seit Anfang 2024 ist sie Ensemblemitglied der Musikalischen Komödie Leipzig und debütierte dort als Rosalinde in Die Fledermaus. 2025 stellte sie an diesem Haus die Eurydike in Orpheus in der Unterwelt dar.

## Preise und Auszeichnungen
- 3. Preis beim Bundeswettbewerb Gesang Berlin, 2022[4]
- 1. Preis beim Johann Strauss Wettbewerb, Wien, 2024[5]